# Dichotomius monstrosus
Dichotomius monstrosus är en skalbaggsart som beskrevs av Edgar von Harold 1875. Dichotomius monstrosus ingår i släktet Dichotomius och familjen bladhorningar. Inga underarter finns listade i Catalogue of Life.